# Playuela
Playuela es una playa ubicada en el Parque nacional Morrocoy. Está situada justo al sur de Playuelita, a la cual es posible llegar por un sendero dada su cercanía. 
Al sur de la misma, en el mismo islote se ubica también Playa Mero.
Esta playa es bastante concurrida y muy famosa. Se accede a ella por vía marítima desde los muelles de Tucacas.
Sus aguas cristalinas y formaciones coralinas la hacen idónea para la práctica del buceo con snorkel.

## Servicios
Ofrece servicios de sanitarios, vendedores ambulantes, puestos de comidas y bebidas, restaurante y alquiler de accesorios playeros inflables.